# Берёзовка (Черневецкий район)
Берёзовка (укр. Березівка) — село на Украине, находится в Черневецком районе Винницкой области.
Код КОАТУУ — 0524981201. Население по переписи 2001 года составляет 2142 человека. Почтовый индекс — 24111. Телефонный код — 4357.
Занимает площадь 6,77 км².

## Религия
В селе действует Свято-Успенский храм Черневецкого благочиния Могилёв-Подольской епархии Украинской православной церкви.

## Адрес местного совета
24111, Винницкая область, Черневецкий р-н, с. Берёзовка, ул. Ленина, 11